# George Maxwell Richards
George Maxwell Richards, né le 1er décembre 1931 à San Fernando à Trinité-et-Tobago et mort le 8 janvier 2018 à Port d'Espagne dans le même pays, est un homme d'État trinidadien, président de la République de 2003 à 2013.

## Biographie
Ingénieur chimiste de formation, George Maxwell Richards suit une longue carrière dans l'enseignement universitaire avant d'accéder à la présidence. Le 14 février 2003, il est élu par le collège électoral président de Trinité-et-Tobago pour un mandat de cinq ans qui commence le 17 mars suivant, date à laquelle il succède à Arthur N. R. Robinson. Réélu le 11 février 2008, il remplit son second mandat avant de transmettre le pouvoir à Anthony Carmona le 18 mars 2013.
Richards meurt le 8 janvier à l'hôpital West Shore Medical Centre de Port d'Espagne à l'âge de 86 ans.